# 拉斯督軍區
拉斯督军区是拜占庭帝国的一个行省（督军区），在拜占庭皇帝约翰·齐米斯基斯统治期间（969年−976年），约971年建立于塞尔维亚中部。该督军区名字来源于设防城镇拉斯，与历史地区拉什卡同名。该省存续时间很短，在976年后不久就崩溃了。

## 历史

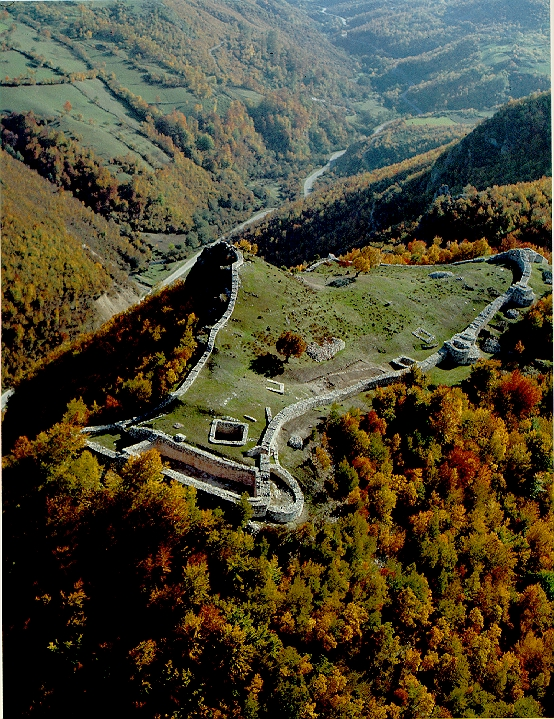
设防的中世纪城市拉斯

其创建最早的时间可能是971年，当时拜占庭大军征服了保加利亚，在东南欧内陆，包括塞尔维亚中部，重建了最高统治，这在《杜克里亚牧师编年史》中得以证实。新建的行政区之一就是拉斯督军区。它被建立成为塞尔维亚土地上的一个拜占庭据点，但其领土管辖权无法精准确定。就和拜占庭在保加利亚与塞尔维亚其他部分的统治一样，该督军区未能存活很久。976年约翰去世之后，拜占庭帝国的南斯拉夫各省份在康摩托普利的带领下发动了成功的起义, 导致该地区的拜占庭力量彻底崩溃。
关于该督军区组织形式的唯一第一手来源是一枚拉斯“将军”的印信，其可以追溯到拜占庭皇帝约翰·齐米斯基斯统治时期，该印信属于一位名叫约翰的“拉斯卫兵司令与督军（protospatharios and katepano of Ras）”，他也是唯一已知的“拉斯督军”官衔的持有者。

### 脚注
1. 1 2  Nesbitt & Oikonomides 1991，第100-101頁.
2. ↑  Stephenson 2003a，第42頁.
3. ↑  Stephenson 2003b，第122頁.
4. ↑  Булић 2007，第54頁.
5. ↑  Krsmanović 2008，第189頁.
6. ↑  Madgearu 2008，第134-135頁.
7. ↑  Madgearu 2013，第43頁.

### 书籍
- Булић, Дејан.  [Gradina-Kazanoviće, Results of Archeological Research]. Историјски часопис. 2007, 55: 45–62  [2020-06-21]. （原始内容存档于2019-05-12） （塞尔维亚语）.
- Ćirković, Sima. . Malden: Blackwell Publishing. 2004  [2020-06-21]. （原始内容存档于2020-03-15）.
- Krsmanović, Bojana. . Belgrade: Institute for Byzantine Studies. 2008  [2020-06-21]. （原始内容存档于2020-06-14）.
- Кунчер, Драгана.  1. Београд-Никшић: Историјски институт, Манастир Острог. 2009  [2020-06-21]. （原始内容存档于2020-08-10）.
- Madgearu, Alexandru. . Byzantinoslavica. 2008, 66: 119–138  [2020-06-21]. （原始内容存档于2020-05-20）.
- Madgearu, Alexandru. . Leiden-Boston: Brill. 2013  [2020-06-21]. （原始内容存档于2021-04-10）.
- Nesbitt, John W.; Oikonomides, Nicolas (编).  1. Washington, D.C.: Dumbarton Oaks Research Library and Collection. 1991  [2020-06-21]. （原始内容存档于2019-05-12）.
- Ostrogorsky, George. . Oxford: Basil Blackwell. 1956  [2020-06-21]. （原始内容存档于2020-07-25）.
- Stephenson, Paul. . Cambridge: Cambridge University Press. 2003a  [2020-06-21]. （原始内容存档于2020-06-14）.
- Stephenson, Paul. . . BRILL. 2003b: 109–134.
- Vlasto, Alexis P. . Cambridge: Cambridge University Press. 1970  [2020-06-21]. （原始内容存档于2020-06-15）.
- Живковић, Тибор.  2. Београд-Никшић: Историјски институт, Манастир Острог. 2009  [2020-06-21]. （原始内容存档于2019-05-01）.